# Kruta ljuljolika
Kruta ljuljolika (lat. Catapodium rigidum, papratnjača) vrsta je jednogodišnje trave iz porodice Poaceae (prave trave), rasprostranjene diljem Mediterana i Bliskog istoka. Široko je unesena u sušnije dijelove svijeta, uključujući dijelove Sjeverne Amerike, Južne Amerike, Južne Afrike, Koreje, Australije i Novog Zelanda. Jedinke mogu doseći 20 cm.

## Identifikacija
Papratnjaču je teško razlikovati od morske papratnjače na mjestima gdje se pojavljuju zajedno, ali ima otvoreniju metlicu, a stabljika do cvasti je rebrasta, dok je kod morske papratnjače zaobljena s jedne strane.

## Podtaksoni
Prihvaćeni su sljedeći podtaksoni:
- Catapodium rigidum subsp. hemipoa (Delile ex Spreng.) Kerguélen - uže rasprostranjena od Makaronezije i Mediterana do Irana
- Catapodium rigidum var. majus (C.Presl) M.Laínz - Bliski istok
- Catapodium rigidum subsp. rigidum – cijeli niz, uključujući uvode